# 2023年亚洲乒乓球锦标赛
2023年亚洲乒乓球锦标赛是第26届亚洲乒乓球锦标赛，于2023年9月3日至10日在韩国平昌巨蛋体育馆进行。这是韩国第三次，平昌首次主办该赛事。共有来自29个国家和地区的超过200名运动员参加该赛事。此次比赛同时也是2024年巴黎奥运乒乓球团体和混合双打项目的亚洲区资格赛。

## 奖牌榜
*   主办国家/地区
| 排名                     | 国家 / 地区              | 金牌 | 銀牌 | 銅牌 | 总计 |
| ------------------------ | ------------------------ | ---- | ---- | ---- | ---- |
| 1                        | 中國                     | 7    | 5    | 3    | 15   |
| 2                        | *                        | 0    | 1    | 5    | 6    |
| 3                        | 中華臺北                 | 0    | 1    | 2    | 3    |
| 4                        | 日本                     | 0    | 0    | 2    | 2    |
| 5                        | 香港                     | 0    | 0    | 1    | 1    |
| 5                        | 印度                     | 0    | 0    | 1    | 1    |
| 总计（共6个国家 / 地区） | 总计（共6个国家 / 地区） | 7    | 7    | 14   | 28   |

## 奖牌得主
| 项目     | 金牌                                                   | 银牌                                                         | 铜牌 |
| 男子单打 | 马龙 · 中国（CHN）                                     | 樊振东 · 中国（CHN）                                         | 梁靖崑 · 中国（CHN）                                                                                             |
| 男子单打 | 马龙 · 中国（CHN）                                     | 樊振东 · 中国（CHN）                                         | 林昀儒 · 中華臺北（TPE）                                                                                         |
| 女子单打 | 王曼昱 · 中国（CHN）                                   | 孫穎莎 · 中国（CHN）                                         | 陳幸同 · 中国（CHN）                                                                                             |
| 女子单打 | 王曼昱 · 中国（CHN）                                   | 孫穎莎 · 中国（CHN）                                         | 王艺迪 · 中国（CHN）                                                                                             |
| 男子双打 | 中國（CHN） · 樊振东 · 林高遠                          | 中國（CHN） · 马龙 · 王楚钦                                  | （KOR） · 林鐘勳 · 張禹珍                                                                                        |
| 男子双打 | 中國（CHN） · 樊振东 · 林高遠                          | 中國（CHN） · 马龙 · 王楚钦                                  | （KOR） · 安宰贤 · Park Gang-hyeon                                                                               |
| 女子双打 | 中國（CHN） · 陈梦 · 王曼昱                            | 中國（CHN） · 孫穎莎 · 王艺迪                                | 日本（JPN） · 木原美悠 · 長崎美柚                                                                                |
| 女子双打 | 中國（CHN） · 陈梦 · 王曼昱                            | 中國（CHN） · 孫穎莎 · 王艺迪                                | （KOR） · 田志希 · 申裕斌                                                                                        |
| 混合双打 | 中國（CHN） · 林高遠 · 王艺迪                          | 中國（CHN） · 梁靖崑 · 钱天一                                | 中華臺北（TPE） · 林昀儒 · 陳思羽                                                                                |
| 混合双打 | 中國（CHN） · 林高遠 · 王艺迪                          | 中國（CHN） · 梁靖崑 · 钱天一                                | （KOR） · 林鐘勳 · 申裕斌                                                                                        |
| 男子团体 | 中國（CHN） · 樊振东 · 林高遠 · 梁靖崑 · 马龙 · 王楚钦 | 中華臺北（TPE） · 莊智淵 · 林昀儒 · 黃彥誠 · 楊子儀 · 高承睿 | 印度（IND） · 萨蒂延·格纳纳塞卡兰 · Manush Utpalbhai Shah · Harmeet Desai · Manav Vikash Thakkar · 沙拉特·卡迈勒 |
| 男子团体 | 中國（CHN） · 樊振东 · 林高遠 · 梁靖崑 · 马龙 · 王楚钦 | 中華臺北（TPE） · 莊智淵 · 林昀儒 · 黃彥誠 · 楊子儀 · 高承睿 | （KOR） · 林鐘勳 · 安宰贤 · Park Gang-hyeon · 張禹珍 · Oh Jun-sung                                               |
| 女子团体 | 中國（CHN） · 陳幸同 · 陈梦 · 王曼昱 · 孫穎莎 · 王艺迪 | （KOR） · 徐孝元 · 李恩惠 · 田志希 · 申裕斌 · 梁夏銀         | 日本（JPN） · 佐藤瞳 · 伊藤美誠 · 早田希娜 · 平野美宇 · 木原美悠                                                 |
| 女子团体 | 中國（CHN） · 陳幸同 · 陈梦 · 王曼昱 · 孫穎莎 · 王艺迪 | （KOR） · 徐孝元 · 李恩惠 · 田志希 · 申裕斌 · 梁夏銀         | 中國香港（HKG） · 朱成竹 · 李清韻 · 李凱敏 · 李皓晴 · 杜凱琹                                                     |